# Suzuki Alto
Suzuki Alto — автомобиль компании Suzuki. Выпускается с 1979 года и является представителем кей-каров. Имеет кузов хетчбэк К 2022 году производится уже восьмое поколение Alto. До 1988 года Alto называли коммерческую модификацию Suzuki Fronte, а также использовали для наименования Fronte на экспортных рынках. Экспортировался в Европу.

## Общая информация
В Японии автомобиль Alto изначально предназначался для коммерческой версии Fronte. Слово "Alto" - музыкальный термин. Изначально Alto был доступен только в виде трехдверного малолитражного автомобиля с базовым оборудованием. Suzuki не использовала модель "Fronte" для экспорта, называя все версии модели "Alto" за рубежом. Таким образом, большинство ранних экспортных "Alto" были технически модифицированными Suzuki "Fronte". Они экспортировались с такими изменениями, как:  увеличенный объем двигателя, иногда модифицированный кузов. Таким образом, японский SS40 Fronte стал SS80 Alto с двигателем объемом 660 куб. см за рубежом. Модель "Alto" постепенно распространилась и в Японии, поскольку в начале 1989 года различие между коммерческими автомобилями kei и легковыми автомобилями было уменьшено. Fronte line был выведен из эксплуатации в марте 1989 года. Модель Alto использовалась на экспортных версиях различных производных автомобилей индийского производства с начала 1990-х годов, поскольку ни те, ни другие автомобили не ограничены правилами kei, а индийские автомобили также значительно дешевле японских.
Первая машина вида Alto была выпущена в 1979 году, как модификацию Fronte. Объем производства автомобилей Alto составляет более 48 млн. единиц , а в мае 2019 года он отметил 40 летие выпуска первой модели. В 2016 году продажи впервые достигли 5 млн. единиц.

## Мощность, разгон, скорость
| Максимальная мощность        | 62 л.с. (46.2 кВт) при 6000 об/мин |
| Максимальный крутящий момент | 85 Нм (8.7 кГм) при 3200 об/мин    |
| Максимальная скорость        | 155 км/час                         |
| Разгон 0-100км/час           | от 12.8с. до 23.9с.                |

## Объем двигателя, длина, масса
| Тип кузова        | 4/5 местный хетчбэк        |
| Длина             | 3495 мм                    |
| Снаряженная масса | 805 кг                     |
| Объем двигателя   | 660 см3 / 1061 см3         |
| Цилиндров         | 4, расположение однорядное |

| Расход топлива | в городе       | 6.5 л/100 км |
| Расход топлива | за городом     | 4 л/100 км   |
| Расход топлива | смешанный цикл | 4.9 л/100 км |
| Выброс CO2     | Выброс CO2     | 119 г/км     |

## Подробные технические характеристики[3]
| Параметры кузова                                     | Параметры кузова                                     | Параметры кузова    |
| ---------------------------------------------------- | ---------------------------------------------------- | ------------------- |
| Тип кузова                                           | Тип кузова                                           | 4/5 местный хетчбэк |
| Количество дверей                                    | Количество дверей                                    | 5                   |
| Размеры и вес                                        |                                                      |                     |
| Длина                                                | Длина                                                | 3495 мм             |
| Ширина                                               | Ширина                                               | 1475 мм             |
| Высота                                               | Высота                                               | 1455 мм             |
| Колесная базарасстояние между передней и задней осью | Колесная базарасстояние между передней и задней осью | 2360 мм             |
| Отношение длины к колесной базе                      | Отношение длины к колесной базе                      | 1.48                |
| Колея колес                                          | передних                                             | 1295 мм             |
| Колея колес                                          | задних                                               | 1290 мм             |
| Снаряженная масса                                    | Снаряженная масса                                    | 805 кг              |
| Объем топливного бака                                | Объем топливного бака                                | 35 литров           |

| Двигатель                           | Двигатель                           | Двигатель                                                                              |
| ----------------------------------- | ----------------------------------- | -------------------------------------------------------------------------------------- |
| Тип                                 | Тип                                 | бензиновый, без наддува                                                                |
| Производитель                       | Производитель                       | Suzuki                                                                                 |
| Код                                 | Код                                 | F10D                                                                                   |
| Цилиндров                           | Цилиндров                           | 4, расположение однорядное                                                             |
| Рабочий объем                       | Рабочий объем                       | 1.1 литра, 1061 см3                                                                    |
| Диаметр цилиндра × ход поршня       | Диаметр цилиндра × ход поршня       | 68.5 × 72 мм                                                                           |
| Диаметр цилиндра / ход поршня       | Диаметр цилиндра / ход поршня       | 0.95                                                                                   |
| Клапанный механизм                  | Клапанный механизм                  | с одним верхним распределительным валом SOHC 4 клапана на цилиндр 16 клапанов всего    |
| Максимальная мощность               | Максимальная мощность               | 62 л.с. (46.2 кВт) при 6000 об/мин                                                     |
| Максимальный крутящий момент        | Максимальный крутящий момент        | 85 Нм (8.7 кГм) при 3200 об/мин                                                        |
| Степень сжатия                      | Степень сжатия                      | 10:1                                                                                   |
| Система подачи топлива              | Система подачи топлива              | MPFi - многоточечный впрыск топлива                                                    |
| Динамические характеристики         |                                     |                                                                                        |
| Максимальная скорость               | Максимальная скорость               | 155 км/час                                                                             |
| Мощность на единицу массы           | Мощность на единицу массы           | 76.83 л.с./тонну                                                                       |
| Топливные характеристики            |                                     |                                                                                        |
| Расход топлива                      | в городе                            | 6.5 л/100 км                                                                           |
| Расход топлива                      | за городом                          | 4 л/100 км                                                                             |
| Расход топлива                      | смешанный цикл                      | 4.9 л/100 км                                                                           |
| Выброс CO2                          | Выброс CO2                          | 119 г/км                                                                               |
| Ходовая часть (шасси)               |                                     |                                                                                        |
| Расположение двигателя              | Расположение двигателя              | переднее                                                                               |
| Привод                              | Привод                              | на передние колеса                                                                     |
| Размер шин                          | передних                            | 155/65 R 13                                                                            |
| Размер шин                          | задних                              | 155/65 R 13                                                                            |
| Коробка передач                     | Коробка передач                     | механическая, 5-ти ступенчатая Suzuki Alto Automatic с автоматической коробкой передач |
| Передаточное число высшей передачи  | Передаточное число высшей передачи  | 0.76                                                                                   |
| Передаточное число главной передачи | Передаточное число главной передачи | 3.79                                                                                   |